# Oscar Almborg
Karl Oscar Edvard Almborg, född 1871 i Nässjö, död 16 januari 1955, var en svensk tobaksfabrikör.
Oscar Almborg bodde som ung på gården Träslända utanför Nässjö. Han drev under 1893 under en tid, tillsammans med Karl Ljungqvist, firman Ljungqvist & Almborgs speceri-, sydfrukt-, vin- och  delikatessaffär i Eksjö, innan han samma år flyttade till Norrköping.
Från 1902 drev han en grosshandel för tobaksvaror i Norrköping. Han var också 1902-1904 resande för Forsells tobaksfabrik i Göteborg och 1905-1908 försäljningschef och delägare i Jon Asklunds Tobaksfabrik i Linköping. Han övertog snusrecept från Forsells och Jon Asklunds tobaksfabriker och grundade 1908 Tobaksfabriken Industria - Oscar Almborg i Norrköping.
År 1902 gifte han sig med Jenny Axelina Wetter (1880-1953). Paret fick bland annat sonen, journalisten Oskar Adelbert (född 1903). Familjen flyttade 1918 in i den nybyggda patriciervillan Villa Almborga i Eksund i Borgs socken strax väster om Norrköping.